# Astronomical Journal
L'Astronomical Journal (abbreviato in AJ) è una rivista scientifica mensile e una delle più importanti del mondo nell'ambito dell'astronomia, pubblicata dall'Institute of Physics Publishing in collaborazione con l'American Astronomical Society (AAS).

## Descrizione
La rivista è stata fondata nel 1849 da Benjamin Apthorp Gould. Dovette però interromperne le pubblicazioni a causa della Guerra civile americana, per poi riprenderle cessato il conflitto, nel 1865. Tra il 1909 e il 1941 il giornale fu pubblicato ad Albany, New York; nel 1941 l'editore Benjamin Boss si adoperò per trasferire la responsabilità del giornale all'AAS.
La prima edizione elettronica dell'Astronomical Journal è stata pubblicata nel gennaio 1998. A partire dal luglio 2006 all'edizione cartacea si affiancò un'edizione e-first, vale a dire una versione elettronica del giornale pubblicata in maniera indipendente dalla tiratura cartacea.
Inizialmente pubblicata dall'University of Chicago Press in collaborazione con l'American Astronomical Society, dal gennaio 2008 la prima stata sostituita dall'Institute of Physics Publishing. Le motivazioni di questo avvicendamento sono state fornite dalla società come il desiderio da parte della Press di rivedere i propri accordi finanziari e di cambiare il software precedentemente sviluppato.  È previsto che le altre due pubblicazioni della società, l'Astrophysical Journal e la sua serie supplementare, seguiranno il suo destino nel gennaio 2009.